# گانگریو (مجموعه تلویزیونی)
گانگریو (ガングレイヴ Gangureivu) نام یک مجموعه تلویزیونی انیمه ژاپنی به کارگردانی توشیوکی تسورو و از محصولات استودیوی مدهاوس است که بر اساس یک بازی کامپیوتری به همین نام ساخته شده است. این بازی برای کنسول پلی‌استیشن ۲ و در سال ۲۰۰۲ تولید گردید. ایدهٔ اصلی بازی و طراحی شخصیت‌ها از یاسوهیرو نایتو است. این مجموعه به تعداد ۲۶ قسمت از ۶ اکتبر ۲۰۰۳ تا ۲۹ مارس ۲۰۰۴، از شبکهٔ تی‌وی توکیو پخش شد.
داستان سبک گانگستری این اثر حول دو دوست نزدیک هری و براندون می‌گردد. هری به براندون خیانت می‌کند و او را می‌کشد. ۱۳ سال بعد به کمک یک دانشمند نخبه، براندون از سرزمین مردگان به دنیای زندگان بازگردانده می‌شود، و انتقام خود را می‌جوید.